# カップ式コーヒー自動販売機

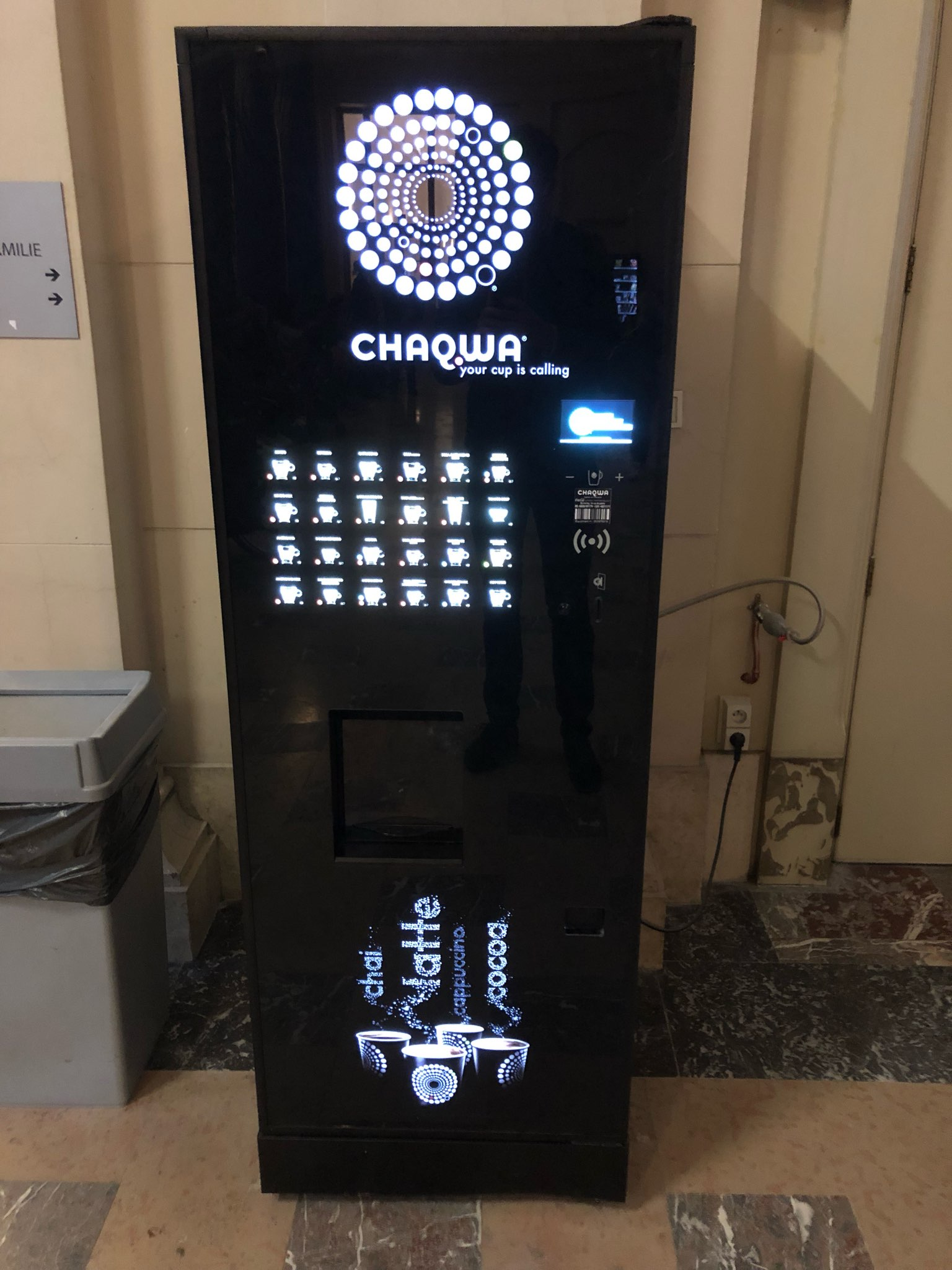
現代的なカップ式コーヒー自販機が設置されているルーヴェン、ベルギー（2019年9月）

カップ式コーヒー自動販売機（カップしきコーヒーじどうはんばいき）は、ホットコーヒーなどの飲料をカップに注いで提供する形式の自動販売機である。カップ式コーヒー自販機（カップしきコーヒーじはんき）とも表記される。
古めのモデルでは、粉末状もしくは濃縮液状のコーヒーを温水や熱湯に溶かし、クリームや砂糖を入れて提供していた。現代的なモデルではモカやラテといった様々なスタイルの飲料が用意され、ドリップしたコーヒーが用いられる。グラインダーが内蔵されていて注文のたびにコーヒー豆を挽くタイプもある。また、なかには抽出したコーヒーをコーヒータンクに一定量溜め置いて、水出しコーヒーをカップに商品として提供するものもある。
1947年にアメリカ合衆国のラッド・メリキアン・カンパニーによって開発され、「クイックカフェ（蘭: Kwik Kafe）」として登場した。いくつかのアメリカの会社も1947年中に機械を製造し始め、1955年には6万台以上が存在していた。今日では、世界の様々な場所にコーヒー自動販売機が存在し、日本においても一般的である。

## 概要

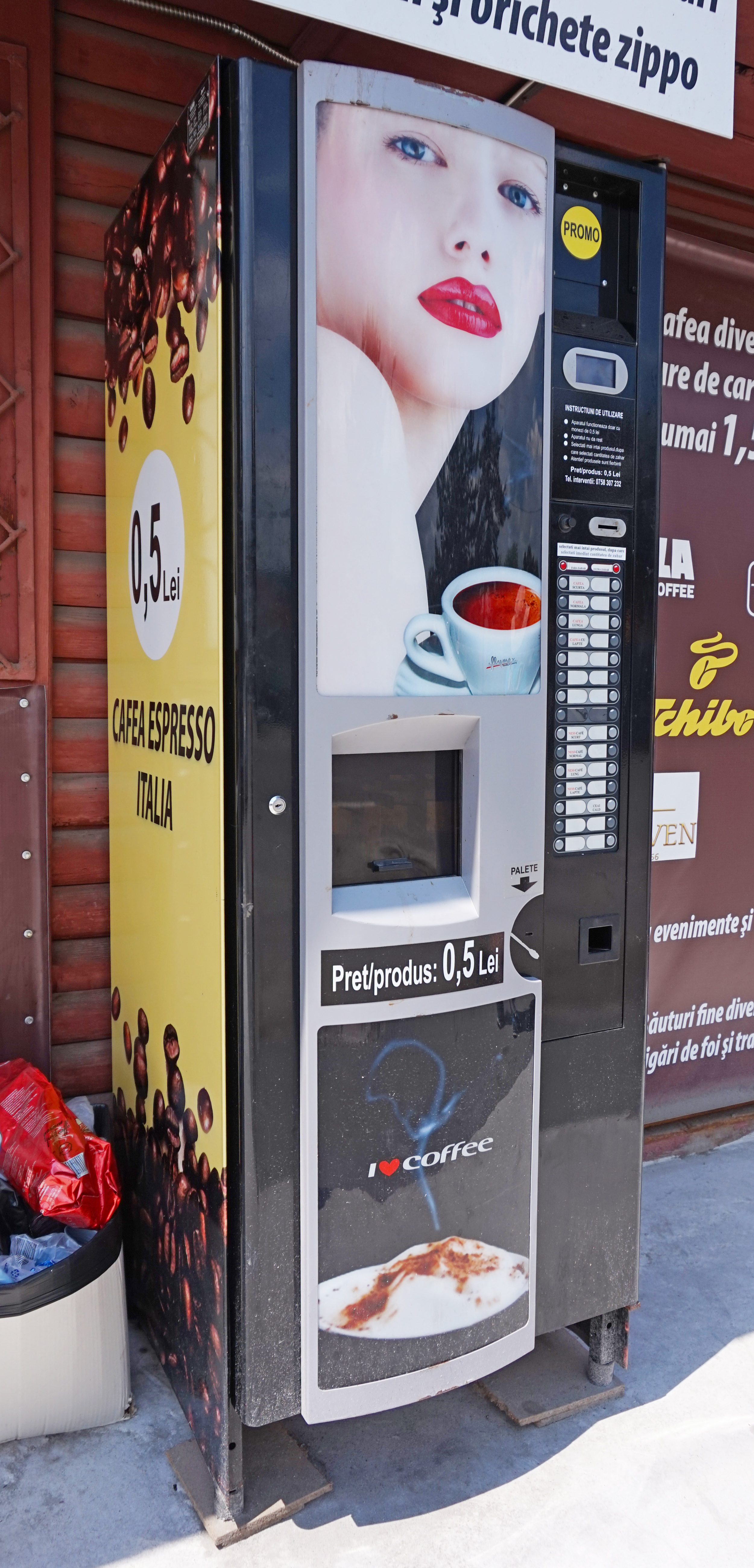
ルーマニアのカップ式コーヒー自販機（2016年5月）

カップ式コーヒー自動販売機は、コーヒーを販売する自動販売機である。1947年当時に開発されたモデルなどでは粉のインスタントコーヒーをお湯と混ぜ、クリームや砂糖などを入れて提供していた。いくつかの新しめのモデルでは、挽いたコーヒー豆を使ってその場で淹れたコーヒーを提供しており、コーヒーミルを組み込んだタイプもある。近年の自動販売機では、紅茶、エスプレッソ、ラテ、カプチーノ、モカ、そしてホット・チョコレートのようなコーヒー以外のホットドリンクも提供している。コーヒー自販機では缶コーヒーを販売しているものもあり、ホットコーヒーとアイスコーヒーの両方を販売している自動販売機もある。
一般に消費者として利用できるコーヒー自動販売機は有料で、コインや紙幣の通貨を入れて購入するものもあれば、交通系ICカードやスマートフォン搭載の電子マネーアプリなどを使って対価を支払うことができるものもある。他方、会社の従業員がいる場所では福利厚生の一環として設置されているものがよく見受けられ、これらは支払いを必要としないことから販売機でないため、コーヒー・ベンディング・マシンやコーヒー・マシンの名称で呼ばれる。
日本ではホットコーヒーとアイスコーヒーをどちらでも提供する機種が普及していて、屋内に設置されているものによく見受けられる。イタリアでは、18種類のコーヒーを提供している自動販売機もある。
日本においては、カップ式コーヒー自動販売機の設置にあたっては、喫茶店で提供されるのと同等の飲食物を提供している理由から、従来は、食品衛生法の喫茶店営業の許可が必要であったが、食品衛生法の改正により2021年6月以降は、屋内に設置されるかぎりにおいて、許可制でなく新たに創設された食品営業の届出制度（保健所への届出）の対象に変わった。（※ 屋外設置であれば従来の許可制度の対象。ただし、法改正の際に、旧の「喫茶店営業」区分は新たな「飲食店営業」区分に統合。）

## 歴史
カップ式コーヒー自動販売機は、1947年にアメリカでペンシルベニア州フィラデルフィアのラッド・メリキアン・カンパニーによって開発され、クイックカフェと名付けられた。
クイックカフェの機械は、紙コップをシュート（スライダーのようなもの）を通して台の上に落とし、インスタントコーヒーとお湯で作った熱いコーヒーをカップに入れるものとなっている。クイックカフェはコーヒー1杯を用意するのに5秒かかり、フランチャイズ形態の過程を通してアメリカ各地に設置された。1948年のフィラデルフィアのコンベンションで、ラッド・メリキアン・カンパニーの社長であるロイド・K・ラッド（英: Lloyd K. Rudd）は、クイックカフェによって提供されるコーヒーは日ごとに総計25万杯に上ると発言した。
1947年に、マニング ・アンド・ルイス・カンパニー、ナップウェイデバイス、バート・ミルズ・コーポレーションを含む、ラッド・メリキアン・カンパニーを追随する会社がアメリカでコーヒー自動販売機を製造していた。これらの会社が生産した機種の一部はコーヒー濃縮液を熱湯で希釈して提供していた。ある機種は5セントの料金で1杯のコーヒーを提供し、クリームと砂糖を混ぜるために木製のスプーンを分配した。1955年までには、6万台を超えるコーヒー自販機がアメリカ全土に存在していた。

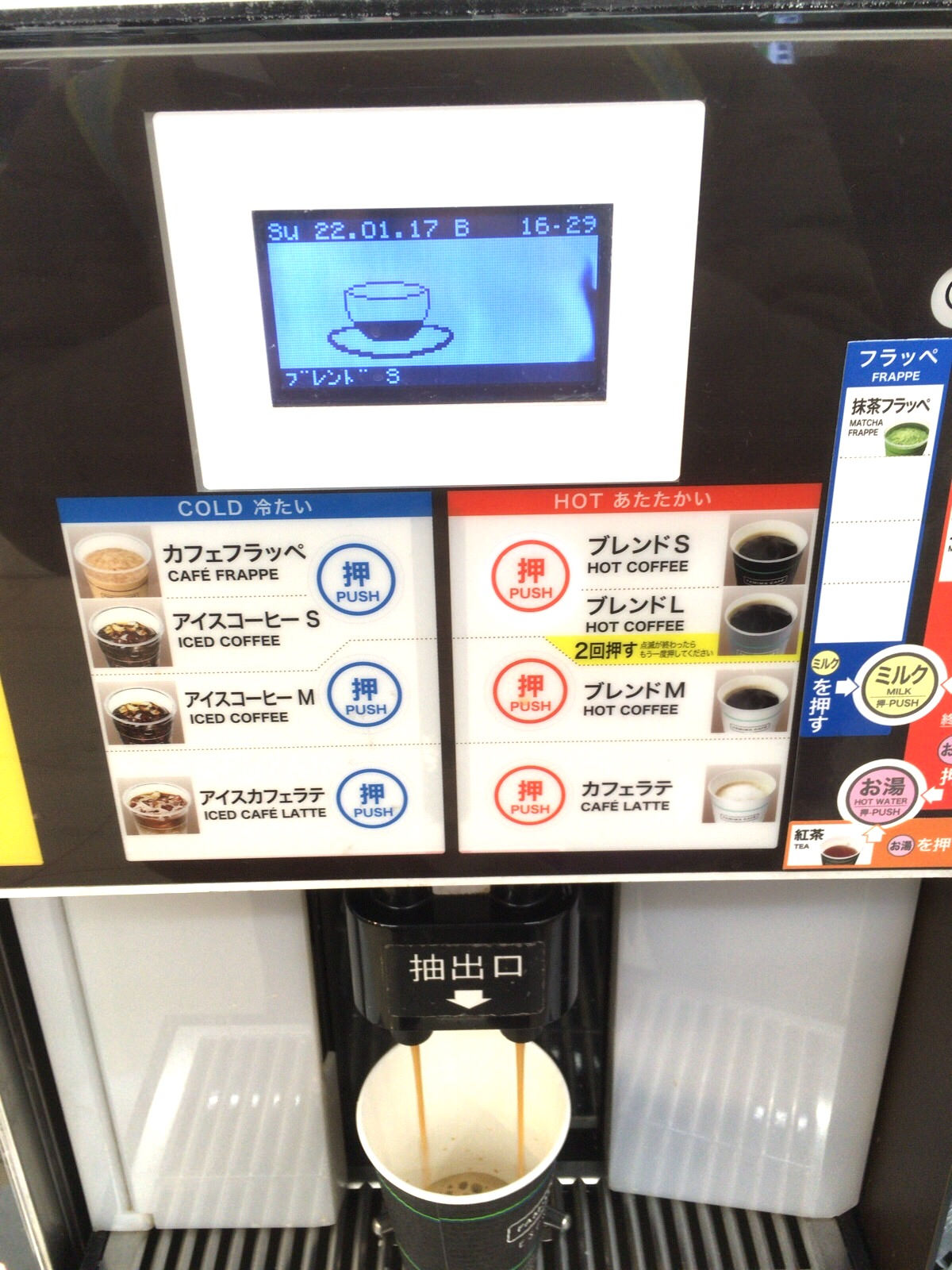
コンビニコーヒーは多くのコンビニで見ることができる（2017年1月）。

日本では、全国清涼飲料連合会の『戦後の清涼飲料史』によれば、1962年に（当時の新三菱重工業によって）国産初のカップ式インスタントコーヒー自動販売機が開発されている。カップ式自動販売機の普及台数は、1970年代初頭で6千台程度であったが、時間が若干経って1972年時点で17,312台であったことからすると、製造業界に三洋自動販売機や富士電機家電などもすでに参入してきている中で、わずかの間に3倍近くになるほどに生産が進んでいたと考えられる。その後、2022年末時点でコーヒー・ココアなどのカップ式自販機は、128,000台（ただし前年比95.5%）までに普及しているが、2018年末時点は154,000台（前年比98.5%）であったのに比べて、近年は減少の傾向にある。
日本のカップ式コーヒー自動販売機開発の歴史の中で、レギュラーコーヒーのホット＆コールドコーヒー自動販売機が登場した年は1974年にあたる。それは、安立電気（現・アンリツ）がオランダのオルランド社から技術導入して開発したものであった。その後、津上、富士電機など他社も生産体制を整えて行き、温冷切替機を別としてこれによりオールシーズンで同じ機械からインスタントコーヒーが提供されることが可能となった。
日本コカ・コーラ株式会社は、1975年にコーヒーをホットとコールドの2通りで組み合わせたカップ式自動販売機（“ホット＆コールドコンビネーション機”）を開発して、翌年8月から市場に導入している。同じ年、当時の富士電機冷機（現在は富士電機に統合）がそれまで温かい飲料のみを提供していたコーヒー自動販売機の中で、製氷機で作られた氷を加えてコールドコーヒーを提供できるカップ式ホット＆コールドコーヒー自動販売機を開発し、世界的にも初めてのものであった。また、同社が1980年に製造開発したコンビネーションカップ式 ホット＆コールド自動販売機は、その後のカップ式自販機のスタンダードとなった。なお、株式会社アペックスによれば、日本自動販売機オペレーター業界で初となるホット＆コールド機（カップ式自動販売機）は同社（当時は日本自動販売株式会社）が1981年6月に発表したとされている。2020年代の今日では、AIカフェロボットが登場するに至っている。

## タッチスクリーン式のコーヒーマシーン
ベラ（伊: Bella）、ボナマット（英: Bonamat）やラ・マルキーズ（仏: La Marquise）のようなタッチスクリーン式のコーヒーマシーンは、顧客が関与する部分を増やせることからポピュラーになりつつある。
2009年にはダウ・エグバード（蘭: Douwe Egberts、オランダのコーヒーブランド）が、コンセプトマシン（未来志向モデル）として「ビー・ムーブド（英: BeMoved）」と名付けられた、タッチスクリーン式のドラッグ・アンド・ドロップが特徴で材料を選択でき、コーヒーが準備されるまでにニュース、天気予報そして株価にアクセス可能という魅力的なコーヒー自動販売機を導入した。また、「ビー・ムーブド」は利用者の画像の撮影と個人プロファイル設定を通じて利用者のコーヒーの好みを覚えることのできる人感センサビデオカメラを搭載している。また「シューテム・アップ（英: Shoot-Em-Up）」というビデオゲーム機能が内蔵されており、機械の正面でジャンプするとカメラが感知してゲーム内の動きが連動する仕組みとなっている。

## ギャラリー
- カップ式コーヒー自動販売機の内側（米国 2011年9月）
- コーヒーの濃さの選択肢があるもの（米国 2012年2月）
- 職場にあるウォーターサーバー（左）とコーヒーマシーン（2008年6月）
- ドイツ、ベルリンのコーヒーベンディングマシーン（2013年7月）
- アラブ首長国連邦、ドバイのダルマイヤーのコーヒーベンディングマシーン（2008年11月）
- ドイツ、インゴルシュタット病院（ドイツ語版）のコーヒーマシーン（2011年）
- ネスプレッソのカップ式コーヒー自動販売機（オランダ 2015年4月）
- 鳥取の美術館にある1杯200円のカップ式自動販売機（2007年1月）
- ロシアのカップ式コーヒー自動販売機（2011年11月）
- クリミア半島の都市、シンフェロポリのカップ式コーヒー自動販売機（2013年8月）
- アルメニア、エレバンの路上自動販売機（2014年6月）